# Européer
Européer är personer som bor i, eller härstammar från Europa. Förr avsågs begreppet oftast personer med vit eller ljus hudfärg men idag relaterar det till personer som bor i eller har medborgarskap i europeiska länder.
Den äldsta kända källan där européer omskrivs är från år 754, av en anonym spansk författare i en mozarabisk text. Med det latinska nyordet Europenses refererade skribenten till franker, langobarder, saxare och friser som en grupp.
I 1735 års upplaga av Systema Naturae klassificerar Carl von Linné även människan, där européer beskrivs som Homo europaeus albese, medan amerikaner beskrivs som Homo americanus rubese, asiater som Homo asiaticus fuscus och afrikaner som Homo africanus nigr. I den tionde upplagan från 1758 samlade han dessa under benämningen Homo sapiens där gruppindelningarna fick namnen Homo europaeus albus, Homo americanus rufus, Homo asiaticus luridus och Homo africanus niger.